# (36053) 1999 RY23
1999 RY23 (asteroide 36053) é um asteroide da cintura principal. Possui uma excentricidade de 0.10258060 e uma inclinação de 10.60624º.
Este asteroide foi descoberto no dia 7 de setembro de 1999 por LINEAR em Socorro.